# Brest Bretagne Handball
Il Brest Bretagne Handball, noto anche come BBH, è una società francese di pallamano, con sede a Brest. Milita nella Division 1, massima serie del campionato francese femminile, della quale ha vinto due edizioni. Ha vinto anche tre Coppe di Francia e una Coppa di Lega.

## Storia
Il club venne fondato nel luglio 2004 col nome di HBF Arvor 29, nato dall'intento di due società del dipartimento bretone di Finistère, l'HBC Brest Penn-ar-Bad e il Lesneven-Le Folgoët HB, entrambe militanti in Nationale 1, terza serie del campionato francese, di unire le forze in una sola società. Alla sua prima stagione la squadra, dai colori sociali bianco e nero, è arrivata prima nel suo girone di Nationale 1, con tutte le partite vinte eccetto una sconfitta, ha vinto i play-off ed è stata promossa in Division 2. Dopo due stagione in Division 2 chiuse a metà classifica, l'Arvor 29 ha vinto il campionato di Division 2 al termine della stagione 2007-2008, chiudendo al primo posto a pari punti col Toulon Saint-Cyr Var e venendo così promosso in Division 1, primo club bretone ad accedere alla massima serie nazionale femminile di pallamano. La partecipazione dell'Arvor 29 alla Division 1 venne, però, confermata solamente a inizio luglio dalla federazione francese che aveva richiesto alla società il soddisfacimento dei requisiti economici, dei quali era inizialmente carente. Con l'accesso alla massima serie la società divenne completamente indipendente dalle due società, Lesneven-Le Folgoët e Brest Pen Ar Bed, che la gestivano congiuntamente sin dalla fondazione.
L'Arvor 29 concluse la sua prima stagione in Division 1 all'ultimo posto in classifica, ma mantenne la categoria venendo ripescata dopo la retrocessione amministrativa dell'Issy-les-Moulineaux e del ES Besançon. In vista della stagione 2009-2010 il club cambiò denominazione in Arvor 29-Pays de Brest. La seconda partecipazione alla Division 1 si concluse con la vittoria dei play-out, che portarono la squadra al settimo posto nella graduatoria finale. Nella stagione 2010-2011 la squadra venne rinforzata con l'arrivo di giocatrici come Alexandra Lacrabère, Biljana Filipović e Monika Stachowska, raggiungendo il vertice nelle competizioni nazionali. Le bretoni persero la finale di Coppa di Lega contro il Metz, arrivarono in semifinale della Coppa di Francia dove vennero eliminate dal Toulon Saint-Cyr Var e in campionato conclusero al secondo posto a due punti dal Metz. All'Arvor 29 venne, però, impedita la partecipazione all'EHF Cup nella stagione successiva a causa di problemi finanziari. Nella stagione 2011-2012 arrivarono i primi successi. Il 2 gennaio 2012 le bretoni vinsero la Coppa di Lega, superando in finale il Mios-Biganos. Nella Division 1 vennero istituiti i play-off per l'assegnazione del titolo: l'Arvor 29 concluse al terzo posto la stagione regolare e raggiunse la finale dei play-off dopo aver sconfitto prima il Mios-Biganos e poi il Metz. In finale le bretoni superarono l'Issy Paris Hand, vincendo sia la gara d'andata che quella di ritorno, conquistando così il campionato per la prima volta nella loro storia.
L'11 maggio 2012, due giorni prima della finale di ritorno dei play-off per il titolo, la commissione nazionale per il controllo di gestione (CNCG) della federazione francese comunicò la retrocessione d'ufficio dell'Arvor 29 in Division 2 e l'interdizione alla partecipazione alle competizioni europee nella stagione seguente a causa di problemi finanziari, in particolare dell'elevato passivo nel bilancio societario. Nonostante il tentativo di risanamento, portato avanti grazie al supporto dello Stade Brestois 29, la retrocessione d'ufficio venne confermata nelle settimane successive. A fine giugno 2012 la società presentò istanza di fallimento dopo che lo Stade Brestois 29 si ritirò dal piano di risanamento. La società venne ricostituita come Brest Penn Ar Bed e iscritta in Nationale 1, terza serie nazionale. Al termine della stagione 2013-2014 arrivò la vittoria del proprio girone e la promozione in Division 2.
Con la promozione in Division 2 arrivò un nuovo cambio di denominazione in Brest Bretagne Handball (BBH) e l'inaugurazione della Brest Arena. La stagione 2014-2015 si concluse col BBH secondo classificato alle spalle del Besançon, mentre la stagione successiva vide le bretoni dominare il campionato e conquistare la promozione in Division 1. Pochi giorni dopo le bretoni vinsero anche la Coppa di Francia 2015-2016 superando il Toulon Saint-Cyr Var in finale, divenendo il primo club di seconda serie a raggiungere una finale della coppa nazionale e il primo club di seconda serie a vincere la competizione.
La stagione 2016-2017 vide il Brest tornare in Division 1 dopo 5 anni, concludere la stagione regolare al terzo posto e raggiungere la finale dei play-off per il titolo, dove venne sconfitto nella doppia sfida dal Metz. Nella stessa annata, grazie alla vittoria della coppa nazionale nel 2016, il Brest Bretagne partecipò per la prima volta nella sua storia a una competizione continentale, l'EHF Cup: superò i primi tre turni della competizione, concluse al secondo posto il proprio raggruppamento alle spalle delle russe del Kuban' Krasnodar, raggiunse la fase a eliminazione diretta, dove venne eliminato dalle russe del Rostov-Don, future vincitrici della manifestazione. Per la stagione 2017-2018 il BBH venne ammesso su invito all'EHF Champions League, la massima competizione continentale. Ammesse direttamente alla fase a gironi, le bretoni persero tutte e sei le partite del proprio raggruppamento, venendo così retrocesse in EHF Cup; qui entrarono nella fase a gironi, vincendo il proprio raggruppamento, per poi essere eliminate ai quarti di finale dalle norvegesi del Vipers Kristiansand. In campionato arrivò il secondo posto nella stagione regolare e, per il secondo anno di fila, una sconfitta nella finale dei play-off per il titolo contro il Metz. In Coppa di Francia arrivò, invece, la vittoria del trofeo per la seconda volta nella storia del club, dopo aver superato in finale, ancora una volta, il Toulon Saint-Cyr Var.
Nella stagione 2018-2019 il BBH concluse la stagione regolare di Division 1 al secondo posto, ma venne eliminato in semifinale dei play-off per il titolo dal Nizza, mentre in Coppa di Francia perse la finale contro il Metz. Ottenne l'accesso all'EHF Champions League, superando la fase a gironi come terza classificata nel proprio raggruppamento, venendo poi eliminata nel successivo turno principale. In quest'ultima fase il BBH venne inserito nello stesso girone del Metz, e fu la prima volta nella storia della manifestazione che due squadre francesi si affrontavano. La stagione 2019-2020 fu funestata dalla pandemia di COVID-19: il campionato venne sospeso dopo la diciannovesima giornata con Brest e Metz capoliste a pari punti, non venne più ripreso e il titolo non venne assegnato. Anche la stagione di Coppa di Francia venne cancellata col Brest che aveva raggiunto la semifinale. Analogo epilogo per l'EHF Champions League, dove il BBH aveva raggiunto i quarti di finale.
La stagione 2020-2021 portò al Brest Bretagne la vittoria del campionato francese nove anni dopo il primo successo. Le bretoni conclusero al primo posto a pari punti col Metz sia la prima fase sia il girone di play-off, accedendo alla finale per il titolo contro le rivali del Metz. Dopo aver perso per 31-24 la gara d'andata in Lorena, le bretoni hanno vinto il ritorno in casa per 29-22, conquistando la vittoria finale grazie alla regola dei gol fuori casa e interrompendo la serie di quattro titoli consecutivi vinti dal Metz. Una settimana prima il Brest Bretagne aveva vinto la sua terza Coppa di Francia, dopo aver battuto in finale il Nantes Atlantique. Le bretoni andarono vicine alla vittoria di un terzo trofeo stagionale, avendo raggiunto la finale di EHF Champions League: dopo aver raggiunto la final four, arrivò la vittoria sulle campionesse in carica del Győri ETO KC dopo i tiri di rigore. In finale, però, le norvegesi del Vipers Kristiansand ebbero la meglio, vincendo il loro primo titolo continentale.

## Palmarès

### Competizioni nazionali
- Division 1: 2

2011-2012, 2020-2021
- Coppa di Francia: 1

2015-2016, 2017-2018, 2020-2021
- Coppa di Lega: 1

2011-2012

## Organico

### Rosa 2021-2022
Rosa come da sito ufficiale.
|    | Naz.                  |    | Sportivo              | Anno |  |  |
| -- | --------------------- | -- | --------------------- | ---- |  |  |
| 1  | Francia (bandiera)    | P  | Agathe Quiniou        | 2000 |  |  |
| 2  | Francia (bandiera)    | A  | Constance Mauny       | 1998 |  |  |
| 3  | Francia (bandiera)    | A  | Alicia Toublanc       | 1996 |  |  |
| 6  | Norvegia (bandiera)   | C  | Helene Gigstad Fauske | 1997 |  |  |
| 8  | Polonia (bandiera)    | T  | Monika Kobylińska     | 1995 |  |  |
| 9  | Montenegro (bandiera) | T  | Đurđina Jauković      | 1997 |  |  |
| 10 | Francia (bandiera)    | A  | Coralie Lassource     | 1992 |  |  |
| 11 | Francia (bandiera)    | A  | Amandine Lagathu      | 1999 |  |  |
| 15 | Francia (bandiera)    | T  | Kalidiatou Niakaté    | 1995 |  |  |
| 16 | Francia (bandiera)    | P  | Cléopatre Darleux     | 1989 |  |  |
| 20 | Serbia (bandiera)     | PV | Slađana Pop-Lazić     | 1988 |  |  |
| 21 | Francia (bandiera)    | T  | Aïssatou Kouyaté      | 1995 |  |  |
| 22 | Francia (bandiera)    | PV | Pauletta Foppa        | 2000 |  |  |
| 25 | Norvegia (bandiera)   | T  | Tonje Løseth          | 1991 |  |  |
| 55 | Francia (bandiera)    | A  | Pauline Coatanéa      | 1993 |  |  |
| 63 | Francia (bandiera)    | T  | Eva Jarrige           | 2000 |  |  |
| 77 | Francia (bandiera)    | T  | Ana Maria Gravić      | 1994 |  |  |
| 89 | Danimarca (bandiera)  | P  | Sandra Toft           | 1989 |  |  |